# Cloisonnisme
Le cloisonnisme est un mouvement artistique de la fin du XIXe siècle.

## Historique
Le cloisonnisme est le nom que le critique Édouard Dujardin a trouvé en 1888 pour caractériser une technique picturale consistant à peindre en aplats de couleur séparés par un contour plus sombre, comme dans les émaux cloisonnés, le vitrail, les estampes japonaises que découvraient alors les artistes, les images d'Épinal et les arts primitifs, en attribuant la théorie et le premier développement au peintre Louis Anquetin, qui cependant avait collaboré avec Émile Bernard[réf. souhaitée].
La critique voit dans la systématisation du cloisonnement un développement du japonisme. Le plus en vue des adeptes du cloisonnisme est Paul Gauguin  ; l'École de Pont-Aven servira de catalyseur et de diffuseur à cette technique. D'autres artistes, tels Maurice Denis, Vincent van Gogh ou Henri de Toulouse-Lautrec se rapprocheront du cloisonnisme, chacun à leur manière. Mouvement éphémère et dépourvu de manifeste ou de théorie, le cloisonnisme disparaîtra rapidement, tandis que les artistes qui l'avaient pratiqué passent à autre chose, qui, en ce qui concerne Gauguin, Anquetin et Bernard, s'appelle le synthétisme.

Peintures cloisonnistes
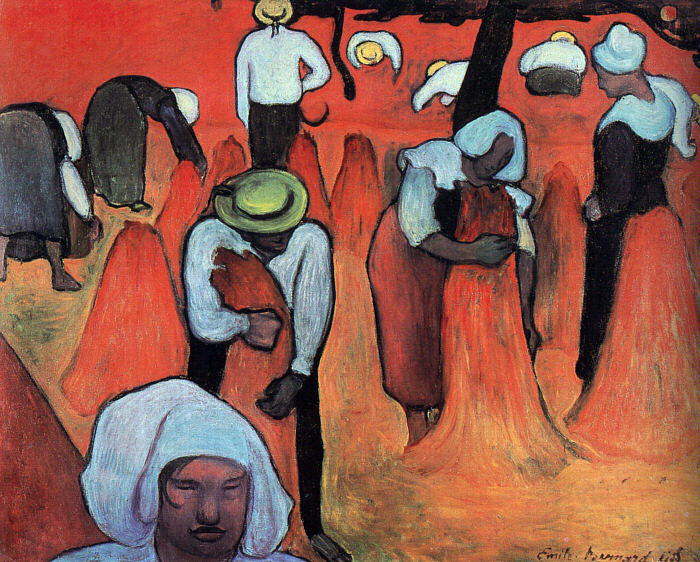
Émile Bernard, Les Moissonneurs (1888), New York, Metropolitan Museum of Art.
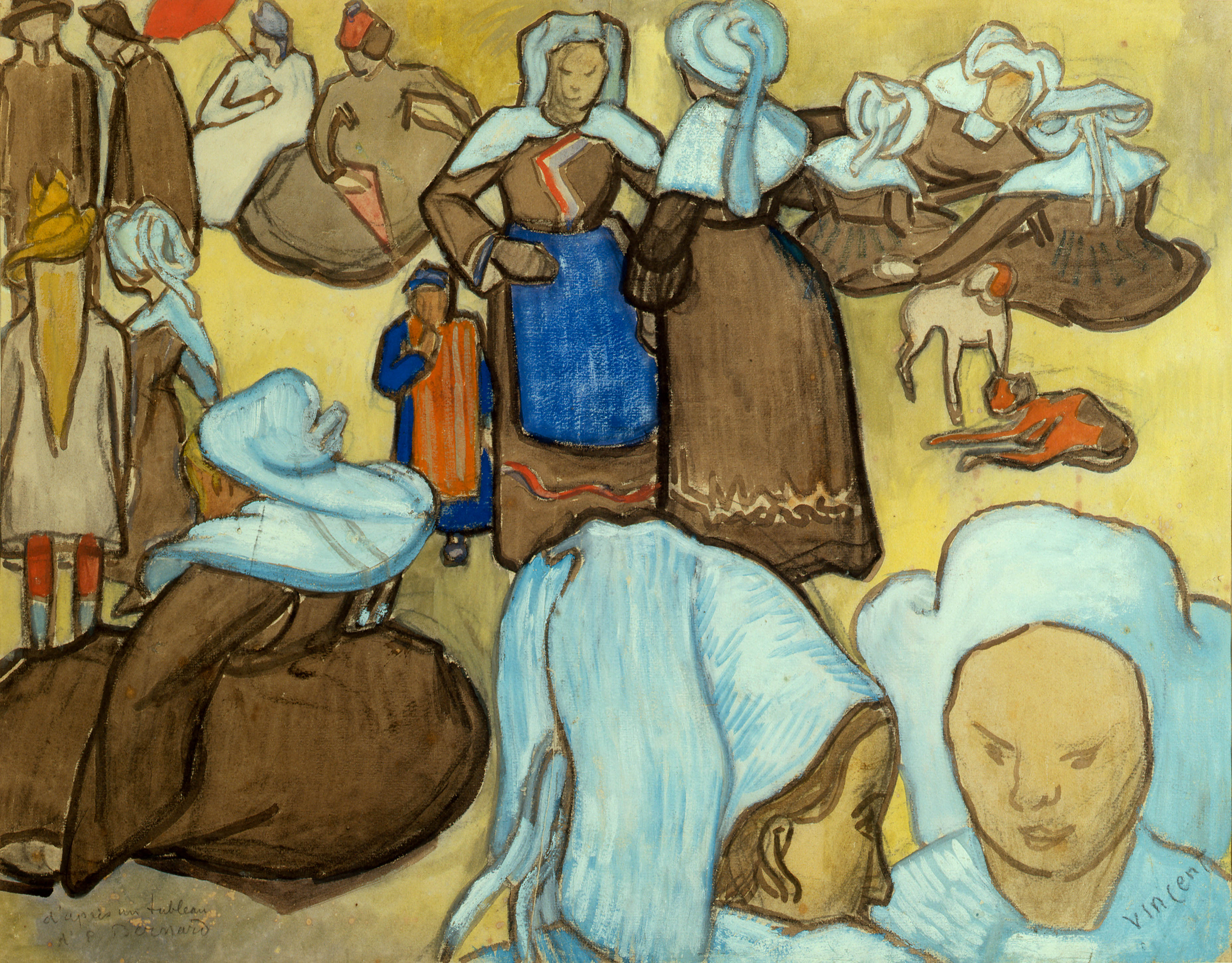
Vincent van Gogh, Bretonnes et enfants (novembre 1888), aquarelle d'après Émile Bernard, Galerie d'art moderne de Milan, Collezione Grassi.
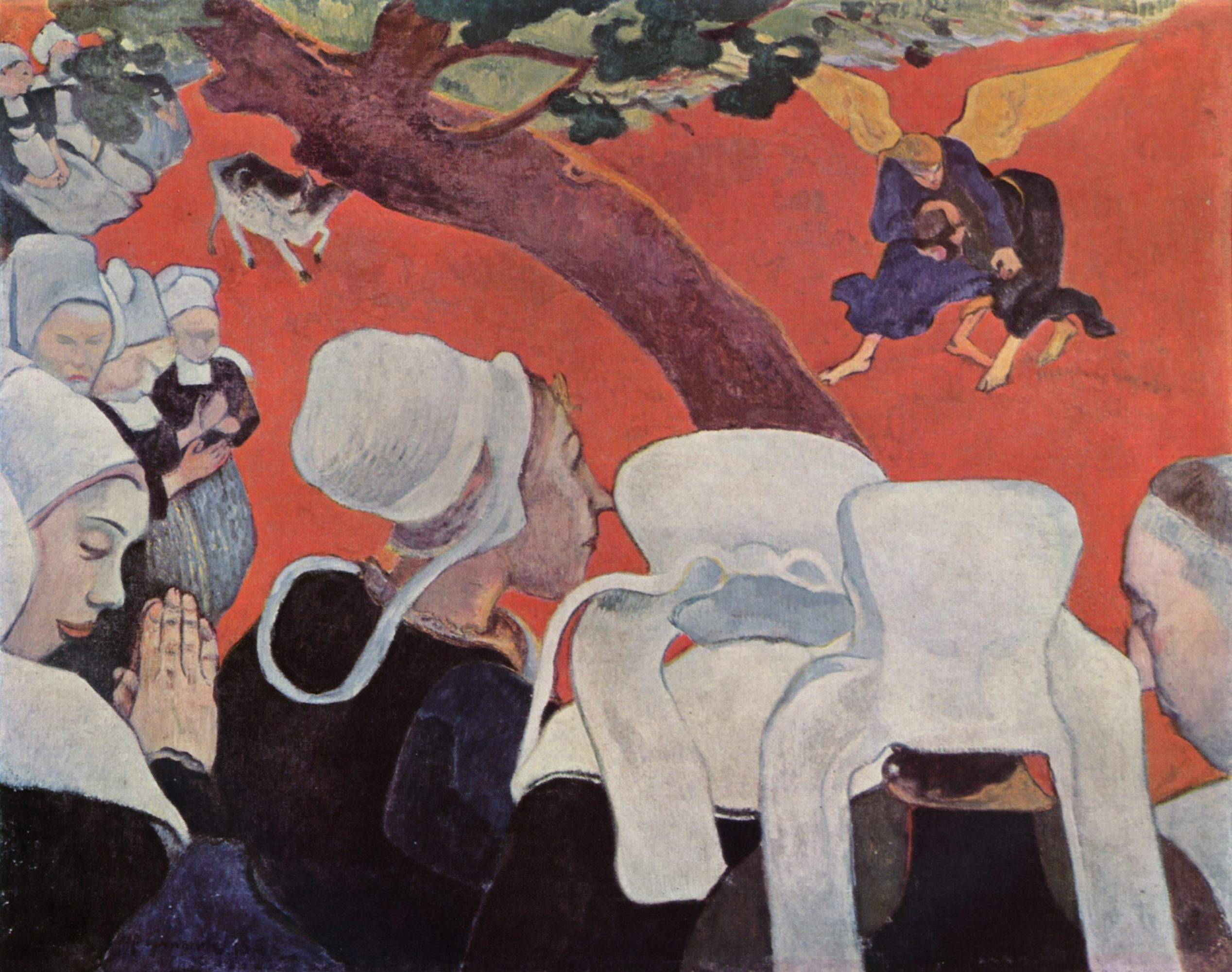
Paul Gauguin, La Vision après le sermon ou La Lutte de Jacob avec l’ange (1888), Édimbourg, Galerie nationale d'Écosse.
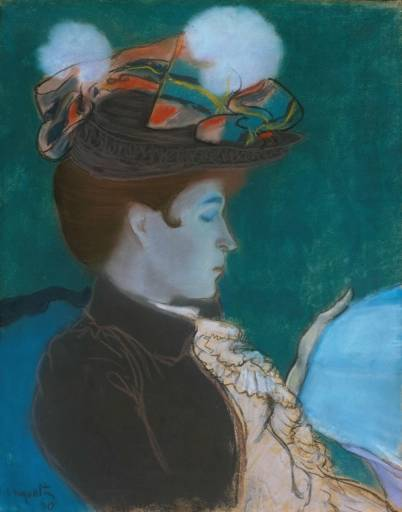
Louis Anquetin, Femme lisant (1890), localisation inconnue.